# 粗首虎鲉
粗首虎鲉（学名：Minous trachycephalus），又稱粗頭虎鮋、鬼虎魚、貓魚、魚虎、虎魚、石狗公，为輻鰭魚綱鮋形目鮋亞目毒鲉科虎鲉属的鱼类。分布于东印度至菲律宾之间、台湾岛等，為熱帶海水魚，棲息深度10-50公尺，體長可達12公分，棲息在軟底質底層水域，生活習性不明。该物种的模式产地在印尼的苏拉威西岛。